# Crotalaria riparia
Crotalaria riparia är en ärtväxtart som beskrevs av Roger Marcus Polhill. Crotalaria riparia ingår i släktet sunnhampor, och familjen ärtväxter. Inga underarter finns listade i Catalogue of Life.